# Universidade CEU Cardenal Herrera
A Universidade CEU Cardenal Herrera (nome oficial : Universidad CEU Cardenal Herrera) é uma universidade privada da Comunidade Valenciana, Espanha, que além da sede em Valência, tem polos em Moncada, Elche e Castellón.

## História
Na Universidad CEU Cardenal Herrera pertence à Fundação San Pablo CEU, instituição de caridade sem fins lucrativos de ensino e mais de 75 anos de experiência no campo da educação. Promotores da Fundação San Pablo CEU pertencem à Associação Católica de Propagandistas, uma organização criada em 1908 pelo Padre Ayala. A Fundação, fundada em 1933 pela Associação Católica de Propagandistas (ACDP) tem 25 escolas que oferecem mais de 190 programas educacionais que vão do jardim de infância à educação e à formação pós-graduada. Hoje, tem escritórios em Madrid, Barcelona, Valencia, Murcia, Alicante, Vigo, Jerez, Elche, Sevilha e Valladolid. Projeto educacional da Fundação baseia-se nos princípios do humanismo e compromisso com a excelência acadêmica e da formação do estudante cristão. Além disso, a Fundação tem promovido iniciativas para o desenvolvimento e progresso da sociedade como o Congresso de Vítimas do Terrorismo, Angel Ayala Humanities Institute, ou o Congresso dos Católicos e Vida Pública.
Os trabalhos da Fundação em Valência foi inaugurado em 1971 e em Elche (Alicante), em 1994. O Valencia passou a criação da Universidade CEU Cardenal Herrera (1999), que tem estado a funcionar como tal desde 1999. Verifique a Lei 7/1999, de 3 de dezembro de 1999.

## Escolas

Escola Superior de Ensinos Técnicos

- Facultad de Humanidades y ciencias de la comunicación: Educação, práticas educacionais e desenvolvimento humano, Humanidades, línguas, ciências naturais e ciências sociais, Comunicação Audiovisual, Comunicação Digital, Jornalismo, Publicidade e Relações Públicas

- Facultad de Derecho y ciencias políticas: Gestão de Negócios, Sistemas de Informação (Informática para a empresa), Marketing, Ciência Política, Administração de empresas e gestão em geral, Política, administração pública e economia política, Direito constitucional, direito criminal, direito internacional e direito financeiro

Faculdade de Veterinária

- Escola Superior de Ensinos Técnicos (Escuela Superior de Enseñanzas Técnicas): Engenharia em Desenho Industrial e Desenvolvimento de Produtos, Arquitetura, Engenharia Informática em Sistemas de Informação, Arquitetura de paisagens e planejamento urbano[5]

- Faculdade de Ciências da Saúde (Facultad de ciencias de la salud): Enfermagem, Fisioterapia, Medicina, Farmácia, odontologia, Nursing Studies (Língua inglesa), Dentistry (Língua inglesa) Política de saúde pública, epidemiologia, nutrição e saúde internacional,  especialidades médicas e pesquisas médicas

- Facultade de Veterinária (Facultad de Veterinaria): Veterinária, Médecine Vétérinaire (Língua francesa)[6]